# 장충동 왕족발 보쌈
장충동 왕족발 보쌈(匠忠洞 王足발 褓쌈)은 1986년부터 대전광역시 은행동에서 시작된 대한민국의 족발&보쌈 프랜차이즈이다.
서울 중구 장충동에 장충동 왕족발 보쌈집이 밀집한 것은 맞지만, 본 업체는 장충동과 관련이 거의 없다. 원래는 대전광역시에서 시작한 브랜드이며 한자도 장충동의 장충은 奬忠, 이 업체의 장충은 匠忠처럼 다르다.